# 생태지도
생태지도(生態地圖)는 생태학적 관점으로 지도를 그린 것이다. 생태학적 관점은 인간과 주변 생명체가 어우러져 살아간다는 관점이며, 이런 관점으로 그린 생태지도는 지형지물보다는 그 곳에 살고 있는 생명체들을 우선적으로 나타낸다. 생태지도는 자연 환경에 서식하는 식물과 동물을 알고, 우리 주변에 살고 있는 생명체들과 공존하는 방법을 찾는 그 첫 번째 방법이다.